# Bobby Edner
Bobby Edner, de son vrai nom Robert Charles Edner, né le 5 octobre 1988 à Downey en Californie, est un acteur américain.

## Biographie
Bobby Edner est né en tant que Robert Charles Edner, ses pseudonymes sont Bud ou Bubba.

### Carrière
Il est apparu de nombreuses fois en tant qu'invité de télévision dans des séries comme Birds of Prey, Urgences, Sept à la maison, Charmed, Veronica Mars, Amy, JAG, Les Anges du bonheur, Philly et le film Day the World Ended (2001). En plus d'être acteur, Bobby a aussi été embauché dans la danse et le chant. En 2003, lui et Alexa Vega ont chanté Heart Drive dans le film Spy Kids 3 : Mission 3D. Il a chanté pour la première mondiale du film le 25 juillet 2003 à Austin au Texas.
Il a récemment prêté sa voix pour un jeu vidéo, en doublant celle du protagoniste Vaan dans Final Fantasy XII.
Il est également l'un des membres du groupe Varsity FanClub.

### Vie personnelle et familiale
Il est reconnu pour sa danse en hommage à Michael Jackson dans Alien Ant Farm. En plus de son film et du travail pour la télévision, les agences publicitaires importantes ont présenté Edner dans de nombreuses annonces publicitaires nationales. Il fait maintenant partie d'un boys band nommé Varsity. Ses parents s'appellent Bob Edner et Cindy Trent, il est le grand frère de l'actrice Ashley Edner.

## Discographie

### Chansons
- Heart Drive (avec Alexa Vega)

### Musiques de films
- Spy Kids 3 : Mission 3D

## Filmographie
- Porco Rosso (1992)
- You're Invited to Mary-Kate & Ashley's Christmas Party (1997) (TV)
- Men In White (1998) (TV) (Voix)
- Late Last Night (1999) (TV)
- La Muse (1999)
- Mon ami Sam (2000) (TV)
- Dumb Luck (2001)
- Le Septième Sens (2001)
- The Penny Promise (2001)
- Monstres et Cie (2001) (voix)
- Hé Arnold !, le film (2002)
- Le Livre de la jungle 2  (2003) (voix)
- Haunted Lighthouse (2003)
- Spy Kids 3 : Mission 3D (2003)
- Gothic III (2005) (voix)
- Final Fantasy XII (2006) (voix)